# أخصائي طب الأورام الإشعاعي
أخصائي طب الأورام الإشعاعي (بالإنجليزية: Radiation oncologist)‏ هو الطبيب مختص بعلاج الأورام باستخدام الإشعاع المؤيِّن كالنويدة المشعة، ويعد طب الأورام الإشعاعي أحد تخصصات الأورام الثلاث الأساسية بجانب طب الأورام وجراحة الأورام، ويتم استخدام الإشعاع العلاجي وحده أو جنبًا إلى جنب مع الجراحة أو العلاج الكيماوي، كما يمكن أن يستخدم كعلاج تلطيفي لتخفيف الأعراض في الحالات التي لا يرجى برؤها، أو كعلاج للأمراض الحميدة والتي تتضمن الأورام الحميدة.
يعمل أخصائي طب الأورام الإشعاعي بالتعاون مع جراحي الأورام وأخصائيي طب الأورام وعلم الأشعة التداخلي والطب الباطني بتخصصاته المختلفة، إلى جانب أخصائيي الفيزياء الطبية والفنيين ليشكلوا فريقًا علاجيًّا واحدًا.
في الولايات المتحدة الأمريكية يتلقى أخصائي طب الأورام الإشعاعي أربعة أعوام من التدريب في تخصصه، بينما يتلقى الطبيب المختص بإعطاء العلاج الكيماوي تدريبًا لمدة عامين إبان فترة الزمالة بعد قضاء فترة كطبيب مقيم في قسم الطب الباطني، وفي بعض الدول -على النقيض من الولايات المتحدة الأمريكية- يقوم طبيب واحد بالعلاج الكيماوي والإشعاعي ويدعى أخصائي طب الأورام الإكلينيكي.

## التدريب تبعًا للدولة

### الولايات المتحدة الأمريكية
في الولايات المتحدة يخضع أخصائي طب الأورام الإشعاعي إلى أربع سنوات من التدريب كطبيب مقيم بعد التخرج، ويعد حاليًا من أكثر التخصصات تنافسية بين المتقدمين للحصول على الوظائف. خلال الأعوام الأربع يحصل الطبيب المقيم على تدريب في طب الأورام وفيزياء الإشعاع المؤين وعلاج مرضى السرطان بالإشعاع، ثم يحصل الطبيب على رخصة من قبل المجلس الأمريكي للطب الإشعاعي أو المجلس الأمريكي للأطباء المتخصصين بعد أداء الاختبارات النظرية والعملية، وتستمر صلاحية هذه الرخصة عشر سنوات إذا كان مصدرها المجلس الأمريكي للطب الإشعاعي أو ثماني سنوات في حال صدرت من قبل المجلس الأمريكي للأطباء المتخصصين، ويتم تجديدها بعد من خلال سلسلة من التعليم والتدريب المستمر تتضمن اختبارًا تحريريًّا وتقييمًا للممارسة الإكلينيكية وتلبية معايير الممارسة المجتمعية.

### الهند
في أغلب مناطق الهند يشمل تدريب أخصائي طب الأورام الإشعاعي علاج الأورام الكيماوي والإشعاعي والتلطيفي، ويتم الحصول على درجة الماجستير بعد قضاء فترة تدريب شامل مدتها 3 سنوات بالإضافة إلى الاختبار النهائي بالجامعة، وقد تم إنشاء أول قسم لعلاج الأورام بالإشعاع في آسيا بكلية الطب بكالكوتا في بنغال الغربية، ولا يزال مركزًا رائدًا لعلاج الأورام بالإشعاع في الهند.

### كندا
يعد نظام تدريب أخصائيي طب الأورام الإشعاعي بكندا شبيهًا بالنظام المتبع في الولايات المتحدة؛ إذ يخضع الطبيب لتدريب مدته خمس سنوات في التخصص يتضمن عامًا من التدريب الشامل، وفي الأربع أعوام التالية يتلقى الطبيب المقيم تدريبًا في طب الأورام وعلم الفيزياء الإشعاعي وعلم الأحياء الإشعاعي وكيفية وضع خطة العلاج الإشعاعي وتطبيقه على المريض، لينتقل إلى مرحلة الزمالة لدراسة تخصصات أعقد كالمعالجة الإشعاعية الداخلية وعلاج أورام الجهاز التناسلي الأنثوي وغيرها. يتخصص طبيب الأورام الإشعاعي في علاج جزئين أو ثلاثة أجزاء مختلفة تشريحيًّا في جسم الإنسان كسرطانات الرأس والرقبة والثدي والجهاز البولي التناسلي والدم والجهاز التناسلي الأنثوي والجهاز العصبي المركزي والرئة.

### المملكة المتحدة وأيرلندا
في المملكة المتحدة وأيرلندا يعمل أخصائي طب الأورام الإشعاعي في علاج الأورام كيماويًّا أيضًا، ويحصل الطبيب على تدريب في الطب الباطني العام كما يجب عليه اجتياز اختبار عضوية الكلية الملكية للأطباء بعد 3-4 سنوات من التخرج، ليتلقى بعدها برنامجًا تدريبيًّا في جميع الجوانب غير الجراحية لطب الأورام مدته خمس سنوات، خلالها ينبغي أن يجتاز اختبارات الكلية الملكية لأخصائيي الأشعة، ثم تقوم نسبة كبيرة منهم بالحصول على الزمالة أو درجة الماجستير أو الدكتوراة، وجميع استشاريي طب الأورام في المملكة المتحدة هم من زملاء الكلية الملكية لأخصائيي الأشعة؛ الهيئة الإدارية للتخصص، وفي حين يعالج معظم أطباء الأورام مجموعة مختارة من حالات الأورام العامة الشائعة، هناك اتجاه متزايد للتخصص في واحد أو اثنين من فروع طب الأورام.

### أستراليا ونيوزيلاندا
تمنح الكلية الملكية لأخصائيي طب الأورام الإشعاعي للمتدربين بعد قضاء فترة تدريب مدتها خمس سنوات وبعد اجتياز عدة اختبارات، ويتخصص كل طبيب في أحد فروع طب الأورام الإشعاعي، بينما يعمل الأخصائي العام في مراكز صغيرة نسبيًّا. وعلى الرغم من تلقي أخصائي طب الأورام تدريبًا في العلاج الكيماوي، إلا أنه لا يوصي به في الغالب.

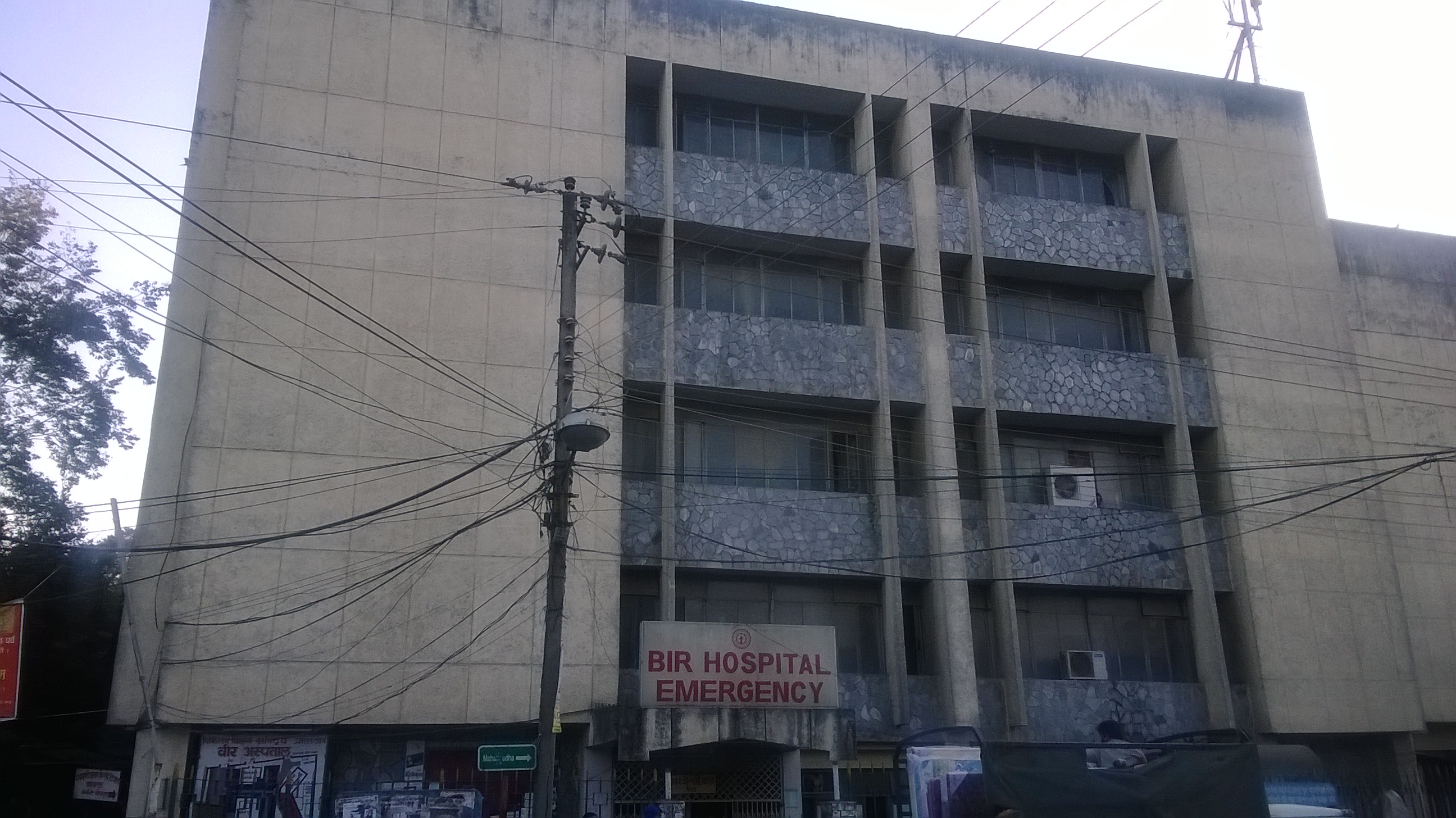
صورة لمستشفى بير بنيبال

### إيران
بعد قضاء فترة دراسة الطب وتلقي التدريب العام به، يتلقى أخصائي علاج الأورام بالإشعاع تدريبًا لمدة خمس سنوات، كما يجب عليه اجتياز امتحان الإقامة الوطني الشامل.

### نيبال
في نيبال يعد مستشفى بير هو المستشفى الوحيد الذي يقدم برنامجًا تدريبيًّا في علاج الأورام الإشعاعي، ومدته ثلاثة أعوام، ويشمل العلاج الإشعاعي والكيماوي والتلطيفي.

## وصلات خارجية
- oncologists in the United States, NCBI.
- Oncology in Egypt: A Model for Africa, researchgate
- Oncology in India: Challenges and Opportunities, Siencedirect